# Genealogia Burbonów

## Genealogia hrabiowskiej dynastii Robertynów
- Charibert, z Neustrii (+635)
  - Chrodobert (+630)
    - Lambert I (+650)
      - Chrodobert II palatyn Chlotara III (+678) x Doda
        - Lambert II (+741)
          - Robert I z Wormacji (+764) x 730 Williswinda (+768) córka hrabiego Adalheim
            - Robert II Kankor władca Bryzgowii i Oberrheingau (+771/782) x Angila
              - Heimo władca Oberrheingau (+795) – dynastia Robertynów książąt Austrazji
              - Rachilda zakonnica w Lorsch
              - Eufemia zakonnica w Lorsch

            - Hrabia Anzelm (+778)
            - Rupert opat Stain-Germain (+779)
            - Turyngbert hrabia Wormacji (+770)
              - Robert II Hesbaye hrabia Wormacji i Rheingau (+807) 1x Teoderata 2x Isengarda – Dynastia Robertynów hrabiów Paryża

  - Aldebert
  - Erlebert

### Genealogia dynastii Robertynów hrabiów Paryża
- Robert II Hesbaye hrabia Wormacji i Rheingau (+807) 1x Teoderata 2x Isengarda
  - Robert III z Wormacji hrabia Wormacji i Rheingau (+834) m. 808 Wiltruda z Orleanu córka Adriana hrabiego Orleanu
    - Guntram z Wormacji (+837)
    - Robert Mocny hrabia Paryża, Angers i Tours (*820,+866) 1x Agane 2x 864 Adelajda z Tours (+866) córka Hugo I Trwożliwego
      - Regnilda z Blois x Tybald Starszy hrabia Tours (+942)
      - Odon hrabia Paryża, król zachodniofrankijski (*865,+898) x 881 Teoderata z Troyes
        - Raul król Akwitanii (*882,+898)
        - Arnulf (*885,+898)
        - Guy (*888,+903)

      - Robert I – król zachodniofrankijski (*866,+923) 1x Adela? (+931) 2x 890 Beatrycze z Vermandois (*880,+931)
        - Liegarde (*895,+931) m. 907 Heribert II Comte de Vermandois (*884,+943)
        - Emma (*894,+935) m. 910 Raoul de Bourgogne Roi de France (+936)
        - Hugues I „le Grand” Comte de Paris (*895,+956) 1m. 922 Judith 2m. Edhild d'Anglette (+937); 3m. 938 Hedwig de Saxony (*922,965)
          - Hugues „Capet” Roi de France Comte de Paris (*941,+996) m.968 Adela de Poitou (*950,+1006) Fille William Duc d’Aquitaine – Francuska królewska dynastia Kapetyngów
          - Eudes Duc de Bourgogne (*944,+965) m.955 Luitgard de Vergy Fille Gilbert Comte d'Autun
          - Henri Comte de Nevers (*946,+1002) 1m. 972 Gerberga (+986) Fille Othon Comte de Macôn; 2m. 992 Gersende Fille Guillaume Duc de Gascogne
            - Aramburge Duc de Bourgogne (*999) m. 1015 Dalmas de Sémur
            - Eudes Vicomte de Beaune m. 1012 Inga de Duesme
              - Jean Seigneur de Vergy
              - Agano Abbé de Saint-Jean

            - Henri Seigneur de Vergy
              - Humbert Seigneur de Vergy Archidiacre de Langres Evêque de Paris
              - Elisabeth m. Otto II Comte de Macon

          - Beatrix (*940,+1005) m.954 Frederick I Duc de Lorraine (*912,+978)
          - Emma (*943,+968) m. Richard I Duc de Normandy (*933,+996)
          - Heribert Everque d'Auxerre (+964)

    - Oda m. Comte Walaho IV de Wormsgau

### Genealogia dynastii Robertynów książąt Austrazji
- Heimrich Comte de Oberrheingau
  - Robert Comte de Oberrheingau(+805)
    - Cancor Comte de Oberrheingau (+812)
    - Robert Comte de Oberrheingau (+817)

  - Heinrich Comte de Oberrheingau (+812)m. Hadaburg
    - Poppo I Comte de Saalgau
      - Henri I Duc d'Austrasia (+886)
        - Adalbert Comte Comte de Oberrheingau (+906)
        - Adalhard Comte de Oberrheingau (+903)
        - Henri II Comte de Oberrheingau (+902)
          - Henri III Comte de Oberrheingau (+935)
            - Henri IV Archeverque de Trier (+964)
            - Berthold Comte von Nordgau (+980) m. Eiliswinth von Walbeck
            - Poppo Everque von Würzburg (+961)

          - Hadui (+903) m.869 Otto Duc de Saxony (+912)

      - Poppo II Duc de Sorbenmark (+906)
        - Adalbert Comte de Grabfeld et de Tullfeld (+915)
        - Poppo III Duc d'Austrasia (+945)

    - Heimerich Comte de Oberrheingau (+836)

## Genealogia Kapetyngów – linia główna

### Genealogia rodu książąt de Bourbon
- Louis IX „Saint” Roi de France
  - Louis de Capet-France
  - Philippe „le Hardi” Roi de France – Filip III Francuski – Francuska królewska dynastia Kapetyngów
  - Jean de Capet-France
  - Jean Comte de Nevers
  - Pierre Comte d’Alençon
    - Louis de Capet-Alençon
    - Philippe de Capet-Alençon

  - Robert de France Comte de Clermont
    - Blanche
    - Louis I Duc de Bourbon – Ludwik Pierwszy Książę Burbon
      - Jeanne
      - Pierre I Duc de Bourbon – Piotr Drugi Książę Burbon
        - Louis II Duc de Bourbon – Ludwik Trzeci Książę Burbon
          - Jean I Duc de Bourbon – Jan Czwarty Książę Burbon
            - Charles I Duc de Bourbon – Karol Piąty Książę de Burbon
              - Jean II Duc de Bourbon – Jan Szósty książę Burbon
                - Jean Comte de Clermont
                - Mathieu Seigneur de Bothéon en Forez
                - Charles Vicomte de Lavedan – Vicehrabiowska dynastia Burbonów Levedan
                - Hector évêque de Lavaur
                - Pierre Bâtard de Bourbon,
                - Marie
                - Marguerite

              - Philippe Comte de Beaujeu
              - Charles II Duc de Bourbon – Karol Siódmy Książę Burbon
                - Isabelle

              - Louis évêque de Liége – Hrabiowska dynastia Burbonów Busset
              - Pierre II Duc de Bourbon – Piotr Ósmy Książę Burbon
                - Charles Comte de Clermont
                - Suzanne

              - Jacques Chevalier de Saint-Michel
              - Marie
              - Isabelle
              - Catherine
              - Jeanne
              - Marguerite
              - Louis Comte de Roussillon
                - Charles Comte de Roussillon
                - Suzanne
                - Anne
                - Catherine
                - Jean bâtard de Bourbon

              - Renaud évêque Duc de Laon
                - Charles évêque de Clermont
                - Suzanne
                - Anne

              - Pierre Seigneur de Bois d’Yvin
                - Antoinette
                - Catherine

              - Jeanne
              - Sidoine
              - Catherine

            - Louis Comte de Forez
            - Louis Comte de Montpensier – Hrabiowska dynastia Burbonów Montpensier
            - Isabelle
            - Guy bâtard de Bourbon
            - Jean bâtard de Bourbon
            - Alexandre bâtard de Bourbon
            - Marguerite

          - Isabeau
          - Louis Seigneur de Beaujeu
          - Catherine
          - Hector Seigneur de Rochefort
          - Perceval bâtard de Bourbon
          - Pierre bâtard de Bourbon
          - Jacques bâtard de Bourbon
          - Jean Seigneur de Tanry

        - Jeanne
        - Blanche
        - Bonne
        - Catherine
        - Marguerite
        - Isabelle
        - Marie

      - Béatrice
      - Jacques de Bourbon
      - Jacques I Comte de La Marche – Hrabiowska dynastia Burbonów La Marche
      - Marguerite
      - Jacques de Bourbon
      - Marie
      - Philippa
      - Jean Seigneur de Rochefort
        - Gérard

      - Jeannette
        - Guy Seigneur de Cluys
          - Girad Seigneur de Clessy
            - Isabelle

    - Jean Comte de Charolais
      - Béatrice
      - Jeanne

    - Pierre de Capet-Clermont
    - Marie
    - Marguerite

  - Blanche
  - Isabelle
  - Blanche
  - Marguerite
  - Agnes

#### Genealogia rodu hrabiów de La Marche
- Louis IX „Saint” Roi de France
  - Philippe „le Hardi” Roi de France – Filip III Francuski – Francuska królewska dynastia Kapetyngów
  - Robert de France Comte de Clermont
    - Louis I Duc de Bourbon – Pierwszy Książę Burbon
      - Pierre I Duc de Bourbon – Drugi Książę Burbon – Książęca dynastia Burbonów
      - Jacques I Comte de La Marche – Drugi Hrabia La Marche
        - Isabelle
        - Pierre Comte de La Marche – Trzeci Hrabia La Marche
        - Jean I Comte de La Marche – Czwarty Hrabia La Marche
          - Anne
          - Jacques Comte de La Marche – Piąty Hrabia La Marche
            - Isabelle
            - Marie
            - Eléonore Comtesse de La Marche
            - Claude bâtard de La Marche

          - Louis Comte de Vendome – Hrabiowska dynastia Burbonów Vendôme
          - Jean I Seigneur de Carency – dynastia Burbonów panów Carency
          - Marie
          - Charlotte
          - Isabeau
          - Jean bâtard de La Marche

        - Jacques I Seigneur de Preaux
          - Marie
          - Louis Seigneur de Préaux
          - Pierre Seigneur de Préaux
          - Jacques II Seigneur de Préaux
          - Charles Seigneur de Combles
          - Jean de Bourbon-Préaux

#### Genealogia rodu hrabiów de Montpensier
- Louis IX „Saint” Roi de France
  - Philippe „le Hardi” Roi de France – Filip III Francuski – Francuska królewska dynastia Kapetyngów
  - Robert de France Comte de Clermont
    - Louis I Duc de Bourbon – Pierwszy Książę Burbon
      - Pierre I Duc de Bourbon – Drugi Książę Burbon
        - Louis II Duc de Bourbon – Trzeci Książę Burbon
          - Jean I Duc de Bourbon – Czwarty Książę Burbon
            - Charles I Duc de Bourbon – Książęca dynastia Burbonów
            - Louis Comte de Montpensier – Drugi Hrabia Montpensier
              - Gilbert Comte de Montpensier – Trzeci Hrabia Montpensier
                - Louis II Comte de Montpensier – Czwarty Hrabia Montpensier
                - Charles III Comte de Montpensier – Piąty Hrabia Montpensier, Dziewiąty Książę Burbon
                  - François Comte de Clermont
                  - Jean Philippe Seigneur de Bhopal – Genealogia Burbonów Panów Bhopal
                  - Catherine

                - François Duc de Châtellerault
                - Louise
                - Renée
                - Anne

              - Jean
              - Gabrielle
              - Charlotte

      - Jacques I Comte de La Marche – Drugi Hrabia La Marche
        - Jean I Comte de La Marche – Czwarty Hrabia La Marche
          - Louis Comte de Vendôme – Drugi Hrabia Vendôme
            - Jean Comte de Vendôme – Trzeci Hrabia Vendôme
              - François I Comte de Vendôme – Hrabiowska dynastia Burbonów Vendôme
              - Louis Prince de La Roche-sur-Yon
                - Suzanne
                - Louis III Duc de Montpensier – Pierwszy Książę Montpensier
                  - François Duc de Montpensier – Drugi Książę Montpensier
                    - Henri Duc de Montpensier – Trzeci Książ Montpensier
                      - Marie

                  - Françoise
                  - Charlotte
                  - Anne
                  - Jeanne
                  - Louise

                - Charles Prince de La Roche-sur-Yon
                  - Jeanne
                  - Henri Marquis de Beaupréau
                  - Jacques Duc de Langres

          - Jean I Seigneur de Carency – dynastia Burbonów panów Carency

#### Genealogia rodu hrabiów de Vendôme
- Louis IX „Saint” Roi de France
  - Philippe „le Hardi” Roi de France – Filip III Francuski – Francuska królewska dynastia Kapetyngów
  - Robert de France Comte de Clermont
    - Louis I Duc de Bourbon – Pierwszy Książę Burbon
      - Pierre I Duc de Bourbon – Drugi Książę Burbon – Książęca dynastia Burbonów
      - Jacques I Comte de La Marche – Drugi Hrabia La Marche
        - Jean I Comte de La Marche – Czwarty Hrabia La Marche
          - Jacques Comte de La Marche – Piąty Hrabia La Marche
          - Louis Comte de Vendôme – Drugi Hrabia Vendôme
            - Jean Comte de Vendôme – Trzeci Hrabia Vendôme
              - Jeanne
              - Catherine
              - Jeanne
              - Renée
              - François I Comte de Vendôme – Czwarty Hrabia Vendôme
                - Charles VI Duc de Vendôme – Pierwszy Książę Vendôme
                  - Louis Comte de Marle
                  - Marie
                  - Marguerite
                  - Antoine Duc de Vendôme – Drugi Książę Vendôme, Dziesiąty Książę Burbon
                    - Henri Comte de Marle
                    - Henri IV Roi de France – Francuska królewska dynastia Burbonów
                    - Louis Comte de Marles
                    - Madeleine
                    - Catherine
                    - Charles archevêque de Rouen

                  - François Duc d’Enghien
                  - Madeleine
                  - Louis de Burbon-Vendôme
                  - Charles archevêque de Rouen
                    - Poullain bâtard de Vendome

                  - Catherine
                  - Renée
                  - Jean Comte de Soissons
                  - Louis Prince de Condé – Książęca dynastia Burbonów Conde
                  - Eléonore
                  - Nicolas de Bourbon-Board
                    - Jacques de Bourbon-Board
                    - Michel de Bourbon-Board
                    - Nicolas de Bourbon-Board
                    - Christophe
                    - Marguerite
                    - Jeanne

                - Jacques de Burbon-Vendôme
                - François Duc d'Estouteville
                  - François II Duc d'Estouteville
                  - Marie

                - Louis archevêque de Lens
                - Antoinette
                - Louise
                - Jacques bâtard de Vendôme

              - Louis Prince de La Roche-sur-Yon – Książęca dynastia Burbonów Montpensier
              - Charlotte
              - Isabelle
              - Jacques Seigneur de Ligny – Genealogia Burbonów Panów Ligny
              - Louis évêque d'Avranches

            - Catherine
            - Jean Seigneur de Préaux
              - Jean de Bourbon-Preaux
              - François de Bourbon-Preaux
              - Jacques de Bourbon-Preaux
              - Louise
              - Mathurine
              - Marie

          - Jean I Seigneur de Carency – Dynastia Burbonów panów Carency

#### Genealogia rodu panów de Carency et de Duisant
- Louis IX „Saint” Roi de France
  - Philippe „le Hardi” Roi de France – Filip III Francuski – Francuska królewska dynastia Kapetyngów
  - Robert de France Comte de Clermont
    - Louis I Duc de Bourbon – Pierwszy Książę Burbon
      - Pierre I Duc de Bourbon – Drugi Książę Burbon – Książęca dynastia Burbonów
      - Jacques I Comte de La Marche – Drugi Hrabia La Marche
        - Jean I Comte de La Marche – Czwarty Hrabia La Marche
          - Louis Comte de Vendome – Hrabiowska dynastia Burbonów Vendôme
          - Jean I Seigneur de Carency
            - Louis „Le Brûlé” Seigneur de Lécluse
            - Jean de Bourbon-Carency
            - Jeanne
            - Catherine
            - Pierre de Bourbon-Carency
              - Jeanne

            - Jacques Seigneur de Carency
              - Charles Seigneur de Carency
                - Bertrand Seigneur de Carency
                - Jean Seigneur de Carency
                - Isabeau

              - Jean Seigneur de Rochefort

            - Philippe I Seigneur de Duisant
              - Antoine Seigneur de Duisant
                - Pierre Seigneur de Duisant
                - Philippe II Seigneur de Duisant

              - Jeanne

            - Eléonore
            - Andriette

#### Genealogia rodu książąt de Condé et de Conti
- Louis IX „Saint” Roi de France
  - Philippe „le Hardi” Roi de France – Filip III Francuski – Francuska królewska dynastia Kapetyngów
  - Robert de France Comte de Clermont
    - Louis I Duc de Bourbon – Pierwszy Książę Burbon
      - Pierre I Duc de Bourbon – Drugi Książę Burbon – Książęca dynastia Burbonów
      - Jacques I Comte de La Marche – Drugi Hrabia La Marche
        - Jean I Comte de La Marche – Czwarty Hrabia La Marche
          - Jacques Comte de La Marche – Piąty Hrabia La Marche
          - Louis Comte de Vendôme – Drugi Hrabia Vendôme
            - Jean Comte de Vendôme – Trzeci Hrabia Vendôme
              - François I Comte de Vendôme – Czwarty Hrabia Vendôme
                - Charles VI Duc de Vendôme – Pierwszy Książę Vendôme
                  - Antoine Duc de Vendôme – Drugi Książę Vendôme,Dziesiąty Książę Burbon
                    - Henri IV Roi de France – Francuska królewska dynastia Burbonów

                  - Louis I Prince de Condé – Pierwszy Książę Condé
                    - Henri I Prince de Condé – Drugi Książę Condé
                      - Catherine
                      - Eléonore
                      - Henri II Prince de Condé – Trzeci Książę Condé
                        - Anne Geneviève
                        - Louis II Prince de Condé – Czwarty Książę Condé
                          - Henri III Prince de Condé – Piąty Książę Condé
                            - Marie
                            - Henri Duc d’Enghien
                            - Louis III Prince de Condé – Szósty Książę Condé
                              - Marie
                              - Louis IV Prince de Condé – Siódmy Książę Condé
                                - Marie
                                - Louis V Prince de Condé – Ósmy Książę Condé
                                  - Louis VI Prince de Condé – Dziewiąty Książę Condé
                                    - Louis Duc d'Enghien – Ostatni Duc d'Enghien

                                  - Adélaide Charlotte
                                  - Louise Charlotte

                                - Louise

                              - Louise
                              - Louise Anne
                              - Marie Anne
                              - Charles Prince du Sang
                                - Marie Marguerite
                                - Charlotte Marguerite

                              - Henriette
                              - Élisabeth
                              - Louis Comte de Clermont
                              - Louise Charlotte

                            - Anne
                            - Henri Comte de Clermont
                            - Louis Comte de La Marche
                            - Anne
                            - Louise
                            - Marie
                            - Julie

                          - Louis Prince de Sang

                        - Armand I Prince de Conti – Drugi Książę Conti
                          - Louis Prince du Sang
                          - Louis I Prince de Conti – Trzeci Książę Conti
                          - François II Prince de Conti – Czwarty Książę Conti
                            - Marie
                            - Louis II Prince de Conti – Piąty Książę Conti
                              - Louis Comte de La Marche
                              - Louis III Prince de Conti – Szósty Książę Conti
                                - Louis IV Prince de Conti – Siódmy Książę Conti
                                  - Louis Chevalier de Vauréal
                                  - Pierre Chevalier de Vauréal
                                    - Léon Chevalier de Vauréal
                                      - Laure
                                      - Coraly

                                    - Edouard Chevalier de Vauréal
                                    - Félix Chevalier de Vauréal

                                  - Anne

                                - Henriette
                                - François Marquis de Conti
                                - Marie Comte de Bourbon-Conti
                                  - Louis Comte de Beaumont

                              - Louis Duc de Mercœur
                              - Charles Comte d'Alais
                              - Louise

                            - Louise
                            - Louis Comte d’Alais

                      - Hélène

                    - Marguerite
                    - Charles Comte de Vallery
                    - François I Prince de Conti – Pierwszy Książę Conti
                      - Marie
                      - Nicolas bâtard de Conti

                    - Charles archevêque de Rouen
                    - Louis Comte d'Anisy
                    - Madeleine
                    - Catherine
                    - Charles I Comte de Soissons – Pierwszy Hrabia Soissons
                      - Louise
                      - Louis I Comte de Soissons – Drugi Hrabia Soissons
                        - Louis Prince de Neufchâtel
                          - Louise
                          - Marie

                      - Marie Comtesse de Soissons
                      - Charlotte
                      - Élisabeth
                      - Charlotte
                      - Catherine

                    - Louis de Bourbon-Condé
                    - Benjamin de Bourbon-Condé

              - Louis Prince de La Roche-sur-Yon – Książęca dynastia Burbonów Montpensier

          - Jean I Seigneur de Carency – Dynastia Burbonów panów Carency

#### Genealogia nieślubnych przedstawicieli rodu książąt de Bourbon

##### Genealogia rodu hrabiów de Busset
- Louis IX „Saint” Roi de France
  - Philippe „le Hardi” Roi de France – Filip III Francuski – Francuska królewska dynastia Kapetyngów
  - Robert de France Comte de Clermont
    - Louis I Duc de Bourbon – Ludwik Pierwszy Książę Burbon
      - Pierre I Duc de Bourbon – Piotr Drugi Książę Burbon
        - Louis II Duc de Bourbon – Ludwik Trzeci Książę Burbon
          - Jean I Duc de Bourbon – Jan Czwarty Książę Burbon
            - Charles I Duc de Bourbon – Karol Piąty Książę de Burbon
              - Jean II Duc de Bourbon – Jan Szósty książę Burbon
                - Charles Vicomte de Lavedan – Vicehrabiowska dynastia Burbonów Levedan

              - Charles II Duc de Bourbon – Karol Siódmy Książę Burbon
              - Louis évêque de Liége
                - Pierre Baron de Busset – Pierwszy Baron Busset
                  - Philippe Baron de Busset – Drugi Baron Busset
                    - Claude I Comte de Busset – Pierwszy Hrabia Busset
                      - César Comte de Busset – Drugi Hrabia Busset
                        - Claude II Comte de Busset – Trzeci Hrabia Busset
                        - Charles Baron de Vésigneux
                          - Louis Seigneur de Razoit – Nieślubny ród Burbonów Razoit
                          - Jeanne

                        - Jules de Bourbon-Busset
                        - Jean Comte de Busset – Czwarty Hrabia Busset
                          - Jean de Bourbon-Busset
                          - Madeleine
                          - Anne
                          - Louis I Comte de Busset – Piąty Hrabia Busset
                            - Louis II Comte de Busset – Szósty Hrabia Busset
                              - Louise
                              - François Comte de Busset – Siódmy Hrabia Busset
                                - Gaspard Comte de Châlus – Pierwszy Hrabia Châlus
                                - Louise
                                - Marie
                                - Louis III Comte de Busset – Ósmy Hrabia Busset
                                  - Gasparde
                                  - François II Comte de Busset – Dziewiąty Hrabia Busset
                                    - Charles I Comte de Busset – Dziesiąty Hrabia Busset
                                      - Madeleine
                                      - Marguerite
                                      - Joséphine
                                      - Isabelle

                                    - Gaspard II Comte de Châlus – Drugi Hrabia Châlus
                                      - Robert Comte de Busset – Jedenasty Hrabia Busset
                                        - François III Comte de Busset – Dwunasty Hrabia Busset
                                          - Jacques Comte de Busset – Trzynasty Hrabia Busset
                                            - Hélène
                                            - Charles II Comte de Busset – Czternasty Hrabia Busset
                                              - Christine
                                              - Philippe de Bourbon-Busset
                                              - Agnès
                                              - Laurence

                                            - Robert de Bourbon-Busset
                                              - Marie
                                              - Marguerite

                                            - Jean de Bourbon-Busset
                                              - Isabelle
                                              - Diane

                                          - Charles de Bourbon-Busset
                                          - Robert de Bourbon-Busset
                                          - François de Bourbon-Busset
                                            - Anne

                                        - Henri de Bourbon-Busset
                                        - Antoine de Bourbon-Busset
                                        - Sophie
                                        - Jean de Bourbon-Busset
                                        - Jacques de Bourbon-Busset

                                      - Charles Comte de Châlus – Trzeci Hrabia Châlus
                                        - Gaspard III Comte de Châlus – Czwarty Hrabia Châlus
                                          - Valentine
                                          - Louis I Comte de Châlus – Piąty Hrabia Châlus
                                            - Isabelle
                                            - Philippe I Comte de Châlus – Szósty Hrabia Châlus
                                              - Louis de Bourbon-Châlus
                                              - Charles de Bourbon-Châlus

                                            - Inès

                                        - Marie
                                        - Charles de Bourbon-Châlus
                                        - Emma
                                        - Gabrielle
                                        - Eugénie
                                        - François de Bourbon-Châlus
                                          - Anne
                                          - Jeanne

                                      - Louise

                                  - Antoine de Bourbon-Busset
                                  - Gaspard de Bourbon-Busset

                                - Arthus de Bourbon-Busset
                                - Louis I Comte de Lignières – Hrabiowska dynastia Burbonów Lignières

                              - Henriette

                            - Madeleine
                            - Françoise
                            - Antoine Comte de Châlus

                        - Anne
                        - Marguerite
                        - Madeleine
                        - Antoinette

                      - Louise
                      - Jean de Bourbon-Busset
                      - Diane

                    - Marguerite
                    - Henri de Bourbon-Busset
                    - Catherine
                    - Jean Seigneur de La Mothe-Feuilly
                      - Gilberte
                      - Jeanne

                    - Jérôme Seigneur de Montet
                    - Antoinette

                  - Isabeau
                  - Suzanne
                  - Anne
                  - Catherine

                - Louis bâtard de Bourbon
                - Jacques bâtard de Bourbon

              - Pierre II Duc de Bourbon – Piotr Ósmy Książę Burbon

            - Louis Comte de Montpensier – Hrabiowska dynastia Burbonów Montpensier

      - Jacques I Comte de La Marche – Hrabiowska dynastia Burbonów La Marche

###### Genealogia rodu hrabiów de Lignières
- Louis IX „Saint” Roi de France
  - Philippe „le Hardi” Roi de France – Filip III Francuski – Francuska królewska dynastia Kapetyngów
  - Robert de France Comte de Clermont
    - Louis I Duc de Bourbon – Ludwik Pierwszy Książę Burbon
      - Pierre I Duc de Bourbon – Piotr Drugi Książę Burbon
        - Louis II Duc de Bourbon – Ludwik Trzeci Książę Burbon
          - Jean I Duc de Bourbon – Jan Czwarty Książę Burbon
            - Charles I Duc de Bourbon – Karol Piąty Książę de Burbon
              - Jean II Duc de Bourbon – Jan Szósty książę Burbon
                - Charles Vicomte de Lavedan – Vicehrabiowska dynastia Burbonów Levedan

              - Charles II Duc de Bourbon – Karol Siódmy Książę Burbon
              - Louis évêque de Liége
                - Pierre Baron de Busset – Pierwszy Baron Busset
                  - Philippe Baron de Busset – Drugi Baron Busset
                    - Claude I Comte de Busset – Pierwszy Hrabia Busset
                      - César Comte de Busset – Drugi Hrabia Busset
                        - Claude II Comte de Busset – Trzeci Hrabia Busset
                        - Charles Baron de Vésigneux
                          - Louis Seigneur de Razoit – Nieślubny ród Burbonów Razoit

                        - Jean Comte de Busset – Czwarty Hrabia Busset
                          - Louis I Comte de Busset – Piąty Hrabia Busset
                            - Louis II Comte de Busset – Szósty Hrabia Busset
                              - François Comte de Busset – Siódmy Hrabia Busset
                                - Louis III Comte de Busset – Hrabiowska dynastia Burbonów Busset et de Châlus
                                - Louis I Comte de Lignières – Pierwszy Hrabia Lignières
                                  - Louis de Bourbon-Lignières
                                  - Eugène I Comte de Lignières – Drugi Hrabia Lignières
                                    - Marie I Louis Comte de Lignières – Trzeci Hrabia Lignières
                                      - Marie II Joseph Comte de Lignières – Czwarty Hrabia Lignières
                                        - Marie Henriette

                                      - Marie III Charles Comte de Lignières – Piąty Hrabia Lignières
                                      - Georges de Bourbon-Lignières
                                        - Marie Madeleine
                                        - Jacques de Bourbon-Lignières
                                        - Marie Renée
                                        - Marie Robert de Bourbon-Lignières
                                        - Marie
                                        - Marie Louis de Bourbon-Lignières
                                        - Marie Madeleine
                                        - Marie Blanche
                                        - Marie IV Adrien Comte de Lignières – Szósty Hrabia Lignières

                                      - Ida
                                      - Anne

                                    - Charles de Bourbon-Lignières
                                    - Pauline
                                    - Louise
                                    - Marguerite
                                    - Eugénie

            - Louis Comte de Montpensier – Hrabiowska dynastia Burbonów Montpensier

      - Jacques I Comte de La Marche – Hrabiowska dynastia Burbonów La Marche

###### Genealogia rodu panów de Razoit
- Louis IX „Saint” Roi de France
  - Philippe „le Hardi” Roi de France – Filip III Francuski – Francuska królewska dynastia Kapetyngów
  - Robert de France Comte de Clermont
    - Louis I Duc de Bourbon – Ludwik Pierwszy Książę Burbon
      - Pierre I Duc de Bourbon – Piotr Drugi Książę Burbon
        - Louis II Duc de Bourbon – Ludwik Trzeci Książę Burbon
          - Jean I Duc de Bourbon – Jan Czwarty Książę Burbon
            - Charles I Duc de Bourbon – Karol Piąty Książę de Burbon
              - Jean II Duc de Bourbon – Jan Szósty książę Burbon
                - Charles Vicomte de Lavedan – Vicehrabiowska dynastia Burbonów Levedan

              - Charles II Duc de Bourbon – Karol Siódmy Książę Burbon
              - Louis évêque de Liége
                - Pierre Baron de Busset – Pierwszy Baron Busset
                  - Philippe Baron de Busset – Drugi Baron Busset
                    - Claude I Comte de Busset – Pierwszy Hrabia Busset
                      - César Comte de Busset – Drugi Hrabia Busset
                        - Claude II Comte de Busset – Trzeci Hrabia Busset
                        - Charles Baron de Vésigneux
                          - Louis de Bourbon-Razout
                            - Charles de Bourbon-Razout
                              - Philiberte
                              - Jeanne Louise
                              - Françoise Louise
                              - Marie Françoise
                              - Charles de Bourbon-Razout

                            - Madeleine
                            - Marguerite
                            - Agathe
                            - Louise
                            - Anne
                            - Louis de Bourbon-Razout
                              - Jeanne
                              - Louise
                              - Louis Antoine de Bourbon-Razout
                              - François de Bourbon-Razout
                                - Elie de Bourbon-Razout

                              - Nicolas de Bourbon-Razout
                              - Jean Etienne de Bourbon-Razout
                              - Jeanne
                              - Louis de Bourbon-Razout
                              - Françoise
                              - Claude

                            - Clément de Bourbon-Razout
                              - Jeanne
                              - Emilienne
                              - Jeanne
                              - François de Bourbon-Razout
                                - Charles de Bourbon-Razout
                                - Jean de Bourbon-Razout
                                - Agathe
                                - César de Bourbon-Razout

                              - Gaspard de Bourbon-Razout
                                - Louis Antoine de Bourbon-Razout
                                - Louis Henri de Bourbon-Razout
                                  - Louis Nicolas de Bourbon-Razout
                                  - François de Bourbon-Razout
                                  - Louise Antoinette
                                  - Louise Françoise
                                  - Louise Suzanne
                                  - Louis Pierre de Bourbon-Razout

                                - Clément de Bourbon-Razout
                                - Claude François de Bourbon-Razout
                                - Pierre Gaspard de Bourbon-Razout
                                  - Louis Gaspard de Bourbon-Razout
                                    - Louise Rosalie
                                    - Pierre Gaspard de Bourbon-Razout
                                    - Jeanne Elisabeth
                                    - Pierre de Bourbon-Razout
                                    - Louis de Bourbon-Razout
                                    - Louise Nicole
                                    - Pierre François de Bourbon-Razout
                                      - Louis Varenne de Bourbon-Razout
                                      - Henry de Bourbon-Razout
                                      - Félix de Bourbon-Razout
                                      - Marie Louise
                                      - Anatole de Bourbon-Razout
                                        - Emmanuel de Bourbon-Razout

                                      - Louis Henry de Bourbon-Razout
                                      - Léon Félix
                                        - Jeanne Marguerite
                                        - Marcelle

                                      - Remi Marcel de Bourbon-Razout
                                        - René Louis de Bourbon-Razout
                                        - Marie Antoinette
                                        - René Georges de Bourbon-Razout

                                      - Hippolyte Georges de Bourbon-Razout
                                      - Emile Joseph de Bourbon-Razout
                                        - Georges de Bourbon-Razout

                                      - Marie Anne

                                    - Eugène Léon de Bourbon-Razout

                                  - Armand de Bourbon-Razout
                                  - François de Bourbon-Razout
                                  - Pierrette
                                  - Jeanne
                                  - Marie Pierrette
                                  - Marie Albertine
                                  - Pauline

                                - Jeanne
                                - Françoise
                                - Louise
                                - Jeanne
                                - Clément de Bourbon-Razout
                                - Clément de Bourbon-Razout
                                - François de Bourbon-Razout
                                - Pierre Antoine de Bourbon-Razout
                                  - Clarisse Adélaide

                                - Louis François de Bourbon-Razout

                              - Louis Charles de Bourbon-Razout
                              - Françoise
                              - Claude Léger de Bourbon-Razout
                              - Louise

                            - François de Bourbon-Razout

                          - Jeanne

                        - Jean Comte de Busset – Czwarty Hrabia Busset
                          - Louis I Comte de Busset – Piąty Hrabia Busset
                            - Louis II Comte de Busset – Szósty Hrabia Busset
                              - François Comte de Busset – Siódmy Hrabia Busset
                                - Louis III Comte de Busset – Hrabiowska dynastia Burbonów Busset et de Châlus
                                - Louis I Comte de Lignières – Hrabiowska dynastia Burbonów Lignières

            - Louis Comte de Montpensier – Hrabiowska dynastia Burbonów Montpensier

      - Jacques I Comte de La Marche – Hrabiowska dynastia Burbonów La Marche

##### Genealogia rodu vicehrabiów de Levedan
- Louis IX „Saint” Roi de France
  - Philippe „le Hardi” Roi de France – Filip III Francuski – Francuska królewska dynastia Kapetyngów
  - Robert de France Comte de Clermont
    - Louis I Duc de Bourbon – Pierwszy Książę Burbon
      - Pierre I Duc de Bourbon – Drugi Książę Burbon
        - Louis II Duc de Bourbon – Trzeci Książę Burbon
          - Jean I Duc de Bourbon – Czwarty Książę Burbon
            - Charles I Duc de Bourbon – Piąty Książę de Burbon
              - Jean II Duc de Bourbon – Szósty Książę Burbon
                - Charles Vicomte de Lavedan
                  - Hector Vicomte de Lavedan
                  - Jean Vicomte de Lavedan
                    - Anne Vicomte de Lavedan
                      - Jean Jacques Vicomte de Lavedan
                      - Jeanne
                      - Jeanne
                      - Madeleine
                      - Anne de Bourbon-Levedan

                    - Manaud Baron de Barbazan
                      - Anne I Baron de Barbazan
                        - Catherine
                        - Jeanne
                        - Madeleine
                        - Anne II Seigneur de Gonez

                    - Aimée
                    - Françoise
                    - Henri I Marquis de Malause
                      - Hélie
                      - Henri II Marquis de Malause
                        - Madeleine
                        - Louis I Marquis de Malause
                          - Henri de Bourbon-Malause
                          - Madeleine
                          - Guy Henri III Marquis de Malause
                            - Marie Geneviève
                            - Louis II Marquis de Malause
                            - Armand Marquis de Malause
                            - Arnaud Chevalier de Malte

                          - Armand Marquis de Miremont
                          - Charlotte
                          - Henriette
                          - Louis Marquis de Lacaze

                        - Victoire

                      - Jacques de Bourbon-Malause
                      - Madeleine
                      - Françoise

                    - Marie
                    - Jeanne
                    - Louise
                    - Louis de Bourbon-Levedan

                  - Jacques de Bourbon-Levedan
                  - Gaston Baron de Bazian
                    - Jean Baron de Bazian
                      - Samuel Baron de Bazian
                      - Gédéon Baron de Bazian
                        - Louis Baron de Bazian
                          - Louis Baron de Bazian

                        - Anne
                        - Anne Louise
                        - Benjamin de Bourbon-Bazian
                        - Catherine

                      - Judith
                      - Catherine
                      - Tabita
                      - Bacchée

                    - Bertrand Seigneurs de Pontenx
                      - Jacques Seigneurs de Pontenx
                        - Bertrand Seigneurs de Pontenx

                      - Daniel Seigneur de Rostaing
                        - Elisabeth

              - Louis évêque de Liége – Hrabiowska dynastia Burbonów Busset

            - Louis Comte de Montpensier – Hrabiowska dynastia Burbonów Montpensier

      - Jacques I Comte de La Marche – Hrabiowska dynastia Burbonów La Marche

##### Genealogia rodu panów Bhopal
- Louis IX „Saint” Roi de France
  - Philippe „le Hardi” Roi de France – Filip III Francuski – Francuska królewska dynastia Kapetyngów
  - Robert de France Comte de Clermont
    - Louis I Duc de Bourbon – Pierwszy Książę Burbon
      - Pierre I Duc de Bourbon – Drugi Książę Burbon
        - Louis II Duc de Bourbon – Trzeci Książę Burbon
          - Jean I Duc de Bourbon – Czwarty Książę Burbon
            - Charles I Duc de Bourbon – Książęca dynastia Burbonów
            - Louis Comte de Montpensier – Drugi Hrabia Montpensier
              - Gilbert Comte de Montpensier – Trzeci Hrabia Montpensier
                - Charles III Comte de Montpensier – Piąty Hrabia Montpensier, Dziewiąty Książę Burbon
                  - Jean Philippe Seigneur de Bhopal
                    - Saveille I de Bourbon-Bhopal
                      - Alexander I de Bourbon-Bhopal
                        - Antoine I de Bourbon-Bhopal
                          - François I de Bourbon-Bhopal
                            - François II de Bourbon-Bhopal
                              - Salvador II de Bourbon-Bhopal
                                - Salvador III de Bourbon-Bhopal
                                  - Balthazar I de Bourbon-Bhopal
                                    - Sebastien I de Bourbon-Bhopal
                                      - Salvador IV de Bourbon-Bhopal
                                        - Edwin I de Bourbon-Bhopal
                                          - Pierre IV de Bourbon-Bhopal

                                      - Bonaventura I de Bourbon-Bhopal
                                        - Balthasar II de Bourbon-Bhopal
                                        - Salvador IV de Bourbon-Bhopal
                                        - Jasper I de Bourbon-Bhopal
                                        - Annie I de Bourbon-Bhopal
                                        - Bonaventura II de Bourbon-Bhopal

                              - Pierre I de Bourbon-Bhopal
                                - Pierre II de Bourbon-Bhopal
                                  - Pierre III de Bourbon-Bhopal
                                    - Antoine II de Bourbon-Bhopal

                          - Salvador I de Bourbon-Bhopal
                            - Saveille II de Bourbon-Bhopal
                              - Antoine I de Bourbon-Bhopal
                                - Ignace I de Bourbon-Bhopal
                                  - Gaspard I de Bourbon-Bhopal
                                    - Ignace II de Bourbon-Bhopal

              - François I Comte de Vendôme – Hrabiowska dynastia Burbonów Vendôme
              - Louis Prince de La Roche-sur-Yon Książęca dynastia Burbonów Montpensier

          - Jean I Seigneur de Carency – Dynastia Burbonów panów Carency

##### Genealogia rodu panów de Ligny
- Louis IX „Saint” Roi de France
  - Philippe „le Hardi” Roi de France – Filip III Francuski – Francuska królewska dynastia Kapetyngów
  - Robert de France Comte de Clermont
    - Louis I Duc de Bourbon – Pierwszy Książę Burbon
      - Pierre I Duc de Bourbon – Drugi Książę Burbon – Książęca dynastia Burbonów
      - Jacques I Comte de La Marche – Drugi Hrabia La Marche
        - Jean I Comte de La Marche – Czwarty Hrabia La Marche
          - Louis Comte de Vendôme – Drugi Hrabia Vendôme
            - Jean Comte de Vendôme – Trzeci Hrabia Vendôme
              - François I Comte de Vendôme – Czwarty Hrabia Vendôme
                - Charles VI Duc de Vendôme – Pierwszy Książę Vendôme
                  - Antoine Duc de Vendôme – Drugi Książę Vendôme,Dziesiąty Książę Burbon
                    - Henri IV Roi de France – Francuska królewska dynastia Burbonów

                  - Louis Prince de Condé – Książęca dynastia Burbonów Conde

              - Louis Prince de La Roche-sur-Yon – Książęca dynastia Burbonów Montpensier
              - Jacques Seigneur de Ligny
                - Claude Seigneur de Ligny
                  - Antoine Vicomte de Lambercourt
                  - Claude
                  - Anne
                  - Jacques Seigneur de Lévigny
                    - François Seigneur de Lévigny
                    - François Seigneur d'Abrancourt
                      - Marie
                      - Jacqueline
                      - François Seigneur d'Abrancourt
                      - Charles Seigneur d'Abrancourt
                      - Marie
                      - Charlotte

                    - Charles Seigneur de Brétencourt
                    - Marguerite
                    - Marie
                    - Antoinette

                - André Seigneur de Rubempré
                  - Jean de Bourbon-Rubempré
                  - Charles Seigneur de Rubempré
                  - Louis Seigneur de Rubempré
                  - Marguerite
                  - Madeleine
                  - Jeanne
                  - Marguerite

                - Jean de Bourbon-Ligny
                - Jacques grand archidiacre de Rouen
                - Catherine
                - Jeanne
                - Madeleine

          - Jean I Seigneur de Carency – Dynastia Burbonów panów Carency

### Genealogia francuskiej królewskiej dynastii Burbonów
- Henri IV „le Grand” Duc de Bourbon Roi de France – Henryk IV Bourbon – Nieślubni potomkowie Burbonów Francuskich
  - Louis XIII „le Juste” Roi de France – Ludwik XIII Francuski
    - Louis XIV „le Grand” Roi de France – Ludwik XIV Francuski
      - Louis de France Dauphin de Viennois – Wielki Delfin
        - Louis de France Duc de Burgogne – Mały Delfin
          - Louis de Bourbon-France
          - Louis de Bourbon-France
          - Louis XV „le Bien Aime” Roi de France – Ludwik XV Francuski
            - Élisabeth
            - Henriette
            - Louise
            - Ludwik de France Dauphin de Viennois
              - Marie Thérèse
              - Marie Zéphyrine
              - Louis de Bourbon-France
              - Xavier de Bourbon-France
              - Louis XVI Roi de France – Ludwik XVI Francuski
                - Marie Thérèse
                - Louis de Bourbon-France
                - Louis XVII Roi de France – Ludwik XVII Francuski
                - Sophie

              - Louis XVIII Roi de France – Ludwik XVIII Francuski
              - Charles X Roi de France – Karol X Francuski
                - Louis Duc d’Angoulême – Ludwik XIX legitymistyczny pretendent
                - Sophie
                - Charles Duc de Berry
                  - Louise Isabelle
                  - Louis de Bourbon-France
                  - Louise
                  - Henri V Comte de Chambord – Henryk V legitymistyczny pretendent

                - Marie Thérèse

              - Clotilde
              - Élisabeth

            - Philippe de Bourbon-France
            - Adélaïde
            - Victoire
            - Sophie
            - Thérèse
            - Louise

        - Philippe V de France Duc d’Anjou Roi d’Espagne – Królewska dynastia Burbonów Hiszpańskich
        - Charles de France Duc de Berry
          - Charles de Bourbon-France
          - Marie Louise

      - Anne Élisabeth
      - Marie Anne
      - Marie Thérèse
      - Philippe de Bourbon-France
      - Louis de Bourbon-France

    - Phillipe I Duc d’Orleans – Książęca dynastia Burbonów Orleańskich

  - Élisabeth
  - Christine
  - Nicolas de France Duc d’Orleans
  - Gaston de France Duc d’Orleans
    - Anne Marie
    - Marguerite Louise
    - Elisabeth
    - Françoise Madeleine
    - Jean Gaston Duc de Valois
    - Marie Anne

  - Henriette Marie

#### Genealogia nieślubnych przedstawicieli dynastii Burbonów Francuskich
- Henri IV „le Grand” Duc de Bourbon Roi de France – Henryk IV Bourbon – Francuska królewska dynastia Burbonów
  - Louis XIII „le Juste” Roi de France – Ludwik XIII Francuski
    - Louis XIV „le Grand” Roi de France – Ludwik XIV Francuski
      - Louis de France Dauphin de Viennois – Wielki Delfin
        - Louis de France Duc de Burgogne – Mały Delfin
          - Louis XV „le Bien Aime” Roi de France – Ludwik XV Francuski
            - Ludwik de France Dauphin de Viennois
              - Charles X Roi de France – Karol X Francuski
                - Charles Duc de Berry
                  - Charlotte
                  - Louise
                  - Charles Louis Oreille de Carrière
                    - Charles Casimir Oreille de Carrière

                  - Ferdinand Oreille de Carrière
                    - Léonie

            - Charles de Vintimille
              - Charles Comte de Vintimille
                - Caroline
                - Marie Françoise

              - Adélaïde

            - Agathe Louise
            - Philippe Duc de Narbonne-Lara
            - Louis Comte de Narbonne-Lara
              - Louise Amable
              - Marie Adelaide
              - Louis Jean Amalric de Narbonne
              - Louise

            - Agnès Louise
            - Anne Louise
            - Agnès Lucie
            - Aphrodite Lucie
            - Louis Aimé de Bourbon-France
            - Benoît Louis le Duc
            - Julie Marie
            - Adélaïde Louise
            - Charles Louis Cadet de Gassicourt
              - Charles Louis Cadet de Gassicourt
                - Charles Cadet de Gassicourt
                  - Felix Cadet de Gassicourt
                    - Jean Cadet de Gassicourt
                    - Andre Cadet de Gassicourt

                - Clementine
                - Felicite Louise

              - Louis Hercule Cadet de Gassicourt
                - Felicite
                - Julie

            - Antoine Comte d'Horne
            - Emilie Adelaide

        - Louise Emilie de Vautedard
        - Anne Louise de Fleury

      - Charles
      - Philippe
      - Marie Anne
      - Louis Comte de Vermandois
      - Louise Françoise
      - Louis Duc de Maine
        - Louis Prince de Dombes
        - Louis Comte d'Eu
        - Louis Prince de Dombes
        - Louis Duc d’Aumale
        - Louise Françoise

      - Louis Comte de Vexin
      - Louise Françoise
      - Louise Marie
      - Françoise Marie
      - Louis I Duc de Penthièvre
        - Louis II Duc de Penthièvre
          - Louis Duc de Rambouillet
          - Louis Prince de Lamballe
          - Jean Duc de Châteauvillain
          - Vincent Comte de Guingamp
          - Marie Louise
          - Louise Marie
          - Louis

        - Louis Comte de Sainte Foy
        - Philippe Comte de Sainte-Foy
          - Marie Louise

      - Louise

  - Gaston de France Duc d’Orleans
    - Marie
    - Louis Comte de Charny
      - Manuel Duc de Castellammare

  - César Duc de Vendôme
    - Louis II Duc de Vendôme
      - Louis III Joseph Duc de Vendôme
      - Philippe Chevalier de Vendôme
      - Jules Chevalier de Vendôme
      - Françoise

    - François Duc de Beaufort
    - Élisabeth

  - Catherine Henriette
  - Alexandre Chevalier de Vendôme
  - Marie
  - Jeanne
  - Gédéon
  - Jacquinne
  - Antoine Comte de Moret
  - Jeanne Baptiste
  - Marie Henriette

### Genealogia hiszpańskiej królewskiej dynastii Burbonów
- Philippe V de France Duc d’Anjou Roi d’Espagne – Filip V Hiszpański
  - Louis I Roi d’Espagne – Ludwik I Hiszpański
  - Philippe-Louis de Bourbon-Espagne
  - Philippe-Pierre de Bourbon-Espagne
  - Ferdinand VI Roi d’Espagne – Ferdynand IV Hiszpański
  - Charles III Roi d’Espagne – Karol III Hiszpański
    - Marie-Isabelle
    - Marie-Josèphe
    - Marie-Isabelle
    - Marie-Josèphe
    - Marie-Louise
    - Philippe Duc de Calabre
    - Charles IV Roi d’Espagne – Karol IV Hiszpański
      - Charles de Bourbon-Espagne
      - Charlotte
      - Marie-Louise
      - Marie-Amélie
      - Charles de Bourbon-Espagne
      - Marie-Louise
      - Charles de Bourbon-Espagne
      - Philippe de Bourbon-Espagne
      - Ferdinand VII Roi d’Espagne – Ferdynand VII Hiszpański
        - Isabelle
        - Isabelle II Reine d’Espagne
        - Marie-Louise d’Espagne

      - Charles Comte de Molina – Karlistowska linia Burbonów Hiszpańskich
      - Marie-Isabelle
      - Marie-Thérèse
      - Philippe de Bourbon-Espagne
      - François Duc de Cadix – Dynastia Burbonów książąt Kadyksu

    - Thérèse
    - Ferdinand I Roi des Deux-Siciles – Królewska dynastia Burbonów Sycylijskich
    - Gabriel de Bourbon-Bragance – Morganatyczna linia Burbonów książąt Durcal i Ansola
    - Marie-Anne
    - Antoine de Bourbon-Espagne
    - François de Bourbon-Espagne

  - François de Bourbon-Espagne
  - Marie-Anne
  - Philippe I Duc de Parme – Książęca dynastia Burbonów Parmeńskich
  - Marie-Thérèse
  - Louis I Comte de Chinchón
    - Louis II Comte de Chinchón
    - Maria Teresa
    - Maria Luisa

  - Marie-Antoinette

#### Genealogia linii karlistowskiej dynastii Burbonów Hiszpańskich
- Philippe V de France Duc d’Anjou Roi d’Espagne – Filip V Hiszpański
  - Louis I Roi d’Espagne – Ludwik I Hiszpański
  - Ferdinand VI Roi d’Espagne – Ferdynand IV Hiszpański
  - Charles III Roi d’Espagne – Karol III Hiszpański
    - Charles IV Roi d’Espagne – Karol IV Hiszpański
      - Ferdinand VII Roi d’Espagne – Ferdynand VII Hiszpański
      - Charles Comte de Molina – Karol V karlistowski pretendent
        - Charles Comte de Montemolin – Karol VI karlistowski pretendent
        - Jean Comte de Montizon – Jan III legitymistyczny pretendent'
          - Charles Duc de Madrid – Karol XI legitymistyczny pretendent
            - Blanche
            - Jacques Duc de Madrid – Jakub I legitymistyczny pretendent
            - Elvira
            - Marie Béatrice
            - Marie Alice

          - Alphonse Duc de San-Jaime – Karol XII legitymistyczny pretendent

        - Ferdinand de Bourbon-Espagne

      - François Duc de Cadix – Dynastia Burbonów książąt Kadyksu

#### Genealogia dynastii Burbonów książąt Kadyksu
- Charles IV Roi d’Espagne – Karol IV Hiszpański
  - François Duc de Cadix
    - Francois de Bourbon-Anjou
    - Isabelle
    - François II Duc de Cadix
      - Alphonse XII Roi d’Espagne – Hiszpańska królewska dynastia Burbonów

    - Henri I Duc de Seville – Książęca dynastia Burbonów Sewilskich
    - Louise-Thérèse
    - Edouard-Philippe
    - Joséphine
    - Thérèse
    - Ferdinand Duc de San Ricardo
    - Marie-Christine
    - Amélie
    - Ricardo Duc de San Ricardo

#### Genealogia hiszpańskiej królewskiej dynastii Burbonów (część II)
- Philippe V de France Duc d’Anjou Roi d’Espagne – Filip V Hiszpański
  - Charles III Roi d’Espagne – Karol III Hiszpański
    - Charles IV Roi d’Espagne – Karol IV Hiszpański
      - Ferdinand VII Roi d’Espagne – Ferdynand VII Hiszpański
      - Charles Comte de Molina – Karlistowska linia Burbonów Hiszpańskich
      - François Duc de Cadix
        - François II Duc de Cadix
          - Alphonse XII Roi d’Espagne – Alfons XII Hiszpański – Alfons I legitymistyczny pretendent
            - Maria Mercedes
            - Alphonse XIII Roi d’Espagne – Alfons XIII Hiszpański – Alfons II legitymistyczny pretendent
              - Alphonse Prince des Asturies
              - Jacques Duc d’Anjou – Jakub II legitymistyczny pretendent
                - Alphonse Duc d’Anjou – Alfons II legitymistyczny pretendent
                  - François Duc de Bretagne
                  - Louis Duc d’Anjou – Ludwik XX legitymistyczny pretendent
                    - Louis Duc de Burgogne
                    - Alphonse Duc de Berry
                    - Eugénie

                - Gonzalve Duc d'Aquitane
                  - Stéphanie Michelle

              - Béatrice
              - Ferdinand de Bourbon-Espagne
              - Marie Christine
              - Jean Comte de Barcelone
                - Maria Pilar
                - Jean Charles I Roi d’Espagne – Jan Karol Hiszpański
                  - Hélène
                  - Christine
                  - Philippe VI Roi d’Espagne
                    - Leonor
                    - Sofia

                - Margarita
                - Alphonse de Bourbon-Espagne

              - Gonzalve de Bourbon-Espagne
              - Roger de Vilemorin – Nieślubna Rodzina Burbonów Vilmorin
              - Maria Teresa
              - Leonardo de Ruiz
              - Juana

            - Marie Thérèse
            - Alfonso Sanz
              - Elena Sanz
              - Maria Luisa Sanz

            - Fernando Sanz

        - Henri I Duc de Seville – Książęca dynastia Burbonów Sewilskich

##### Rodzina Burbonów Vilmorin
- Alphonse XIII Roi d’Espagne – Alfons XIII Hiszpański – Alfons II legitymistyczny pretendent
  - Roger Lévêque de Vilmorin
    - Claire Lévêque de Vilmorin
    - Eléonore Lévêque de Vilmorin
    - Philippe Victoire Lévêque de Vilmorin
      - Charles Lévêque de Vilmorin
      - Pierre Lévêque de Vilmorin
      - Louise Lévêque de Vilmorin

    - Nicolas Lévêque de Vilmorin
      - Louis Lévêque de Vilmorin
      - Pauline Lévêque de Vilmorin
      - Mathieu Lévêque de Vilmorin
      - Marie Lévêque de Vilmorin

    - Jean Baptiste Lévêque de Vilmorin
      - Hélène Lévêque de Vilmorin

    - Elisabeth Lévêque de Vilmorin
    - Sophie Lévêque de Vilmorin

#### Książęca dynastia Burbonów Sewilskich
- Charles IV Roi d’Espagne – Karol IV Hiszpański
  - François Duc de Cadix
    - François II Duc de Cadix
      - Alphonse XII Roi d’Espagne – Hiszpańska królewska dynastia Burbonów

    - Henri I Duc de Seville
      - Henri II Duc de Seville
        - Marie
        - Marthe
        - Henriette

      - Louis de Bourbon-Anjou
      - François I Duc d’Anjou
        - Hélène
        - Marie Louise
        - François II Duc de Seville
          - Isabelle
          - Henri de Bourbon-Seville
          - François III Duc de Seville
            - François IV Duc de Seville
              - Olivia
              - Christine
              - François de Bourbon-Seville

            - Alphonse de Bourbon-Seville
              - Alphonse de Bourbon-Seville
              - Alexandra

            - Henri de Bourbon-Seville

        - Joseph de Bourbon-Anjou – Morganatyczna Młodsza gałąź Burbonów Sewilskich
        - Maria Dolores
        - Henri Marquis de Balboa
          - Isabel
          - Jacques de Bourbon-Balboa

        - Alphonse I Marquis de Squilache
          - Alphonse II Marquis de Squilache
            - Maria
            - Ana Isabel
            - Maria Leticia

          - Louis de Bourbon-Squilache

        - Maria Blanca

      - Albert I Duc de Santa Elena – Rodzina Burbonów Santa Elena
      - Maria

##### Młodsza gałąź Burbonów Sewilskich
- Charles IV Roi d’Espagne – Karol IV Hiszpański
  - François Duc de Cadix
    - François II Duc de Cadix
      - Alphonse XII Roi d’Espagne – Hiszpańska królewska dynastia Burbonów

    - Henri I Duc de Seville
      - François I Duc d’Anjou
        - François II Duc de Seville – Morganatyczna Starsza gałąź Burbonów Sewilskich
        - Joseph de Bourbon-Anjou
          - Joseph Louis de Bourbon-Anjou
          - Marie-Louise
          - Ferdinand de Bourbon-Anjou
          - Charles de Bourbon-Anjou
            - Charles de Bourbon-Anjou
              - Charles de Bourbon-Anjou

            - Maria Milagros

          - Albert de Bourbon-Anjou
            - Henri de Bourbon-Anjou
            - Béatrice
            - Marie-Louise
            - Jean Charles de Bourbon-Anjou
            - François de Bourbon-Joubert
              - Florence

            - Béatrice
            - Alvaro de Bourbon-Anjou
              - Maria Milagros
              - Maria Carmen

      - Albert I Duc de Santa Elena – Rodzina Burbonów Santa Elena

#### Książęca dynastia Burbonów Santa Elena
- Charles IV Roi d’Espagne – Karol IV Hiszpański
  - François Duc de Cadix
    - François II Duc de Cadix
      - Alphonse XII Roi d’Espagne – Hiszpańska królewska dynastia Burbonów

    - Henri I Duc de Seville
      - François I Duc d’Anjou
        - François II Duc de Seville – Morganatyczna Starsza gałąź Burbonów Sewilskich

      - Albert I Duc de Santa Elena
        - Isabelle
        - Marie
        - Albert II Duc de Santa Elena
          - Alphonse Marquis de Santa Fé et de Guardiola
            - Albert III Duc de Santa Elena
              - Albert de Bourbon-Elena
              - Alphonse I Duc de Santa Elena
                - Marie
                - Eugénie
                - Alphonse de Bourbon-Elena

              - Marie-Louise

            - Maria Angustia
            - Alphonse de Bourbon-Elena
              - Alphonse de Bourbon-Elena
                - Alphonse de Bourbon-Elena

              - Ferdinand de Bourbon-Elena
                - Ferdinand de Bourbon-Elena
                - Sophie

              - Jacques de Bourbon-Elena

          - Marie-Louise

### Genealogia królewskiej dynastii Burbonów Sycylijskich
- Philippe V de France Duc d’Anjou Roi d’Espagne – Filip V Hiszpański
  - Charles III Roi d’Espagne – Karol III Hiszpański
    - Charles IV Roi d’Espagne – Karol IV Hiszpański
      - Ferdinand VII Roi d’Espagne – Ferdynand VII Hiszpański
      - Charles Comte de Molina – Karlistowska linia Burbonów Hiszpańskich
      - François Duc de Cadix – Dynastia Burbonów książąt Kadyksu

    - Ferdinand I Roi des Deux-Siciles – Ferdynand I Sycylijski
      - Thérèse
      - Louise
      - Charles Duc de Calabre
      - Marie Anne
      - François I Roi des Deux-Siciles – Franciszek I Sycylijski
        - Marie Caroline
        - Ferdinand de Bourbon-Siciles
        - Louise Charlotte
        - Marie Christine
        - Ferdinand II Roi Des Deux-Siciles – Ferdynand II Sycylijski
          - François II Roi des Deux-Siciles – Franciszek II Sycylijski
            - Christine

          - Louis Comte de Trani
            - Marie Thérèse

          - Albert Comte de Castrogiovanni,
          - Alphonse Comte de Caserte
            - Ferdinand III Duc de Calabre
              - Antoinette
              - Marie Christine
              - Roger Duc de Noto
              - Barbara
              - Lucie
              - Urraque

            - Charles I Duc de Calabre
              - Alphonse I Duc de Calabre
                - Thérèse
                - Charles II Duc de Calabre
                  - Christine
                  - Marie Paloma
                  - Pierre Duc de Noto
                    - Jaime Duc de Capua
                    - Juan de Bourbon-Siciles
                    - Pablo de Bourbon-Siciles
                    - Pedro de Bourbon-Siciles
                    - Sofia
                    - Blanca

                  - Inès
                  - Victoria

                - Irène

              - Ferdinand de Bourbon-Siciles
              - Isabelle
              - Charles de Bourbon-Siciles
              - Marie Dolores
              - Maria Mercedes
              - Marie Espérance

            - François de Bourbon-Siciles
            - Marie Immaculée
            - Marie Christine
            - Marie Pie
            - Marie Joséphine
            - Janvier Comte de Villa Colli
            - Rénier Duc de Castro – Dynastia Burbonów Sycylijskich linia młodsza
            - François de Bourbon-Siciles
            - Philippe de Bourbon-Siciles – Dynastia Burbonów Sycylijskich linia młodsza
            - Gabriel de Bourbon-Siciles – Dynastia Burbonów Sycylijskich linia młodsza

          - Marie Annonciade
          - Marie Immaculée
          - Gaétan Comte de Girgenti
          - Joseph Comte de Lucera
          - Marie Pie
          - Vincent Comte de Melazzo
          - Pascal Comte de Bari
          - Louise
          - Janvier Comte de Caltagirone

        - Charles Prince de Capoue
          - François Comte de Mescali
          - Victoria

        - Léopold Comte de Syracuse
          - Isabelle
          - Marie Louise Vulcano

        - Marie Antoinette
        - Antoine de Bourbon-Siciles
        - Marie Amélie
        - Marie Caroline
        - Thérèse
        - Louis Comte d’Aquila – Dynastia Burbonów hrabiów Roccaguglielma
        - François Comte de Trapani
          - Marie Antoinette
          - Léopold de Bourbon-Siciles
          - Marie Thérèse
          - Marie Caroline
          - Ferdinand de Bourbon-Siciles
          - Marie Annonciade

      - Marie Christine
      - Marie Amélie
      - Charles de Bourbon-Siciles
      - Joseph de Bourbon-Siciles
      - Marie Amélie
      - Antoinette
      - Clotilde
      - Henriette
      - Charles de Bourbon-Siciles
      - Léopold Prince de Salerne
        - Marie Caroline
        - Louis Charles de Bourbon-Siciles

      - Albert de Bourbon-Siciles
      - Isabelle

    - Gabriel de Bourbon-Bragance – Morganatyczna linia Burbonów książąt Durcal i Ansola

  - Philippe I Duc de Parme – Książęca dynastia Burbonów Parmeńskich

#### Genealogia królewskiej dynastii Burbonów Sycylijskich (część II)
- Philippe V de France Duc d’Anjou Roi d’Espagne – Filip V Hiszpański
  - Charles III Roi d’Espagne – Karol III Hiszpański
    - Charles IV Roi d’Espagne – Karol IV Hiszpański
      - Ferdinand VII Roi d’Espagne – Ferdynand VII Hiszpański
      - Charles Comte de Molina – Karlistowska linia Burbonów Hiszpańskich
      - François Duc de Cadix – Dynastia Burbonów książąt Kadyksu

    - Ferdinand I Roi des Deux-Siciles – Ferdynand I Sycylijski
      - François I Roi des Deux-Siciles – Franciszek I Sycylijski
        - Ferdinand II Roi Des Deux-Siciles – Ferdynand II Sycylijski
          - François II Roi des Deux-Siciles – Franciszek II Sycylijski
          - Alphonse Comte de Caserte
            - Ferdinand III Duc de Calabre
            - Charles I Duc de Calabre
              - Alphonse I Duc de Calabre – Genealogia królewskiej dynastii Burbonów Sycylijskich linia starsza

            - Rénier Duc de Castro
              - Carmen
              - Ferdinand Duc de Castro
                - Béatrice
                - Anne
                - Charles Duc de Castro
                  - Marie Caroline Duchesse de Palermo
                  - Maria Chiara Duchesse de Capri

            - Philippe de Bourbon-Siciles
              - Gaétan de Bourbon-Siciles
                - Adrien de Bourbon-Siciles
                  - Philippe de Bourbon-Siciles
                  - Michelle

                - Grégoire de Bourbon-Siciles
                  - Christian de Bourbon-Siciles
                  - Raymond de Bourbon-Siciles

            - Gabriel de Bourbon-Siciles
              - Antoine de Bourbon-Siciles
                - François de Bourbon-Siciles
                  - Antoine de Bourbon-Siciles
                  - Dorothée

                - Marie Charlotte
                - Janvier de Bourbon-Siciles
                - Marie Annonciade

              - Jean de Bourbon-Siciles
              - Marie Marguerite
              - Marie Immaculée
              - Casimir de Bourbon-Siciles
                - Louis Alphonse de Bourbon-Siciles
                  - Anna Sophie

                - Anne Cécile
                - Hélène Sophie
                - Alexandre de Bourbon-Siciles

        - Louis Comte d’Aquila – Dynastia Burbonów hrabiów Roccaguglielma

    - Gabriel de Bourbon-Bragance – Morganatyczna linia Burbonów książąt Durcal i Ansola

  - Philippe I Duc de Parme – Książęca dynastia Burbonów Parmeńskich

#### Genealogia dynastii Burbonów hrabiów Roccaguglielma
- Philippe V de France Duc d’Anjou Roi d’Espagne – Filip V Hiszpański
  - Charles III Roi d’Espagne – Karol III Hiszpański
    - Charles IV Roi d’Espagne – Karol IV Hiszpański
      - Ferdinand VII Roi d’Espagne – Ferdynand VII Hiszpański
      - Charles Comte de Molina – Karlistowska linia Burbonów Hiszpańskich
      - François Duc de Cadix – Dynastia Burbonów książąt Kadyksu

    - Ferdinand I Roi des Deux-Siciles – Ferdynand I Sycylijski
      - François I Roi des Deux-Siciles – Franciszek I Sycylijski
        - Ferdinand II Roi Des Deux-Siciles – królewska dynastia Burbonów Sycylijskich
        - Louis I Comte d’Aquila
          - Louis II Comte de Roccaguglielma
            - Marie Janvière
            - Louis III Comte de Roccaguglielma
              - Louis IV Comte de Roccaguglielma
                - Marie Christine

              - Gennara
              - Charles Comte de Roccaguglielma
                - Isabella

          - Marie Isabelle
          - Philippe Prince des Deux-Siciles
          - Germaine
          - Emmanuelle

    - Gabriel de Bourbon-Bragance – Morganatyczna linia Burbonów książąt Durcal i Ansola

  - Philippe I Duc de Parme – Książęca dynastia Burbonów Parmeńskich

### Genealogia książęcej dynastii Burbonów Parmeńskich
- Philippe V de France Duc d’Anjou Roi d’Espagne – Filip V Hiszpański
  - Charles III Roi d’Espagne – Karol III Hiszpański
    - Charles IV Roi d’Espagne – Karol IV Hiszpański
      - Ferdinand VII Roi d’Espagne – Ferdynand VII Hiszpański
      - Charles Comte de Molina – Karlistowska linia Burbonów Hiszpańskich
      - François Duc de Cadix – Dynastia Burbonów książąt Kadyksu

    - Ferdinand I Roi des Deux-Siciles – Królewska dynastia Burbonów Sycylijskich
    - Gabriel de Bourbon-Bragance – Morganatyczna linia Burbonów książąt Durcal i Ansola

  - Philippe I Duc de Parme – Filip I Parmeński
    - Isabelle
    - Ferdinand I Duc de Parme – Ferdynand I Parmeński
      - Caroline
      - Louis I Duc de Parme – Ludwik I Parmeński
        - Charles II Duc de Parme – Karol II Parmeński
          - Louise
          - Charles III Duc de Parme – Karol III Parmeński
            - Marguerite
            - Robert I Duc de Parme – Robert I Parmeński
              - Marie Louise
              - Ferdinand de Bourbon-Parme
              - Louise
              - Henri I Duc de Parme – Henryk I Parmeński
              - Marie Immaculée
              - Joseph I Duc de Parme – Józef I Parmeński
              - Marie Thérèse
              - Marie Pie
              - Béatrice
              - Élie I Duc de Parme – Eliasz I Parmeński
                - Élisabeth
                - Charles de Bourbon-Parme
                - Marie Françoise
                - Robert II Duc de Parme – Robert II Parmeński
                - François de Bourbon-Parme
                - Jeanne
                - Alice
                - Marie Christine

              - Anastasie
              - Auguste de Bourbon-Parme
              - Adélaïde
              - Sixte de Bourbon-Parme
                - Isabelle

              - Xavier I Duc de Parme – Ksawery I Parmeński
                - Françoise
                - Charles IV Duc de Parme – Karol IV Parmeński
                  - Charles V Duc de Parme – Karol V Parmeński
                    - Luisa
                    - Cecilia

                  - Jacques Comte de Bardi
                    - Zita

                  - Marguerite Comtesse de Colorno
                  - Marie Christine Marquise de Sala

                - Marie Thérèse
                - Cécile
                - Marie Neiges
                - Sixte de Bourbon-Parme

              - Françoise Josèphe
              - Zita
              - Félix Prince de Parme – Wielkoksiążęca dynastia Burbonów Luksemburskich
              - René de Bourbon-Parme – Młodsza linia książęcej dynastii Burbonów Parmeńskich
              - Marie Antonia
              - Isabelle
              - Louis de Bourbon-Parme – Młodsza linia książęcej dynastii Burbonów Parmeńskich
              - Henriette
              - Gaétan de Bourbon-Parme
                - Diane

            - Alice
            - Henri Comte de Bardi

        - Marie Louise

      - Marie Antoinette
      - Charlotte
      - Philippe de Bourbon-Parme
      - Antoinette
      - Louise

    - Marie Louise

#### Genealogia wielkoksiążęcej dynastii Burbonów Luksemburskich
- Philippe V de France Duc d’Anjou Roi d’Espagne – Filip V Hiszpański
  - Charles III Roi d’Espagne – Karol III Hiszpański
    - Charles IV Roi d’Espagne – Karol IV Hiszpański
      - Ferdinand VII Roi d’Espagne – Ferdynand VII Hiszpański
      - Charles Comte de Molina – Karlistowska linia Burbonów Hiszpańskich
      - François Duc de Cadix – Dynastia Burbonów książąt Kadyksu

    - Ferdinand I Roi des Deux-Siciles – Królewska dynastia Burbonów Sycylijskich
    - Gabriel de Bourbon-Bragance – Morganatyczna linia Burbonów książąt Durcal i Ansola

  - Philippe I Duc de Parme – Filip I Parmeński
    - Ferdinand I Duc de Parme – Ferdynand I Parmeński
      - Louis I Duc de Parme – Ludwik I Parmeński
        - Charles II Duc de Parme – Karol II Parmeński
          - Charles III Duc de Parme – Karol III Parmeński
            - Robert I Duc de Parme – Robert I Parmeński
              - Élie I Duc de Parme – Eliasz I Parmeński
                - Robert II Duc de Parme – Robert II Parmeński

              - Xavier I Duc de Parme – Książęca dynastia Burbonów Parmeńskich
              - Félix Prince de Parme – Feliks Parmeński Małżonek Charloty Wielkiej Księżnej Luksemburga
                - Jean I Grand Duc de Luksemburg – Jan I Luksemburski
                  - Marie Astrid
                  - Henri I Grand Duc de Luxemburg – Henryk I Luksemburski
                    - Guillaume Grand Duc Héritier de Luxembourg
                    - Félix de Bourbon-Luxemburg
                      - Amélie

                    - Louis de Bourbon-Luxemburg
                      - Gabriel de Bourbon-Nassau
                      - Noah de Bourbon-Nassau

                    - Alexandra de Bourbon-Luxemburg
                    - Sébastien de Bourbon-Luxemburg

                  - Marguerite
                  - Jean Comte de Nassau
                    - Marie Gabrielle
                    - Constantin de Bourbon-Nassau
                    - Wenceslas de Bourbon-Nassau
                    - Carl de Bourbon-Nassau

                  - Guillaume de Bourbon-Luxemburg
                    - Paul de Bourbon-Luxemburg
                    - Léopold de Bourbon-Luxemburg
                    - Charlotte
                    - Jean de Bourbon-Luxemburg

                - Élisabeth
                - Marie Adélaïde
                - Marie Béatrice
                - Charles Comte de Nassau
                  - Charlotte
                  - Robert Comte de Nassau
                    - Charlotte
                    - Alexandre de Bourbon-Nassau
                    - Frédéric de Bourbon-Nassau

                  - Alix

              - René de Bourbon-Parme – Młodsza linia książęcej dynastii Burbonów Parmeńskich
              - Louis de Bourbon-Parme – Młodsza linia książęcej dynastii Burbonów Parmeńskich

#### Genealogia książęcej dynastii Burbonów Parmeńskich (część II)
- Philippe V de France Duc d’Anjou Roi d’Espagne – Filip V Hiszpański
  - Charles III Roi d’Espagne – Karol III Hiszpański
    - Charles IV Roi d’Espagne – Karol IV Hiszpański
      - Ferdinand VII Roi d’Espagne – Ferdynand VII Hiszpański
      - Charles Comte de Molina – Karlistowska linia Burbonów Hiszpańskich
      - François Duc de Cadix – Dynastia Burbonów książąt Kadyksu

    - Ferdinand I Roi des Deux-Siciles – Królewska dynastia Burbonów Sycylijskich
    - Gabriel de Bourbon-Bragance – Morganatyczna linia Burbonów książąt Durcal i Ansola

  - Philippe I Duc de Parme – Filip I Parmeński
    - Ferdinand I Duc de Parme – Ferdynand I Parmeński
      - Louis I Duc de Parme – Ludwik I Parmeński
        - Charles II Duc de Parme – Karol II Parmeński
          - Charles III Duc de Parme – Karol III Parmeński
            - Robert I Duc de Parme – Robert I Parmeński
              - Élie I Duc de Parme – Eliasz I Parmeński
                - Robert II Duc de Parme – Robert II Parmeński

              - Xavier I Duc de Parme – Książęca dynastia Burbonów Parmeńskich
              - Félix Prince de Parme – Wielkoksiążęca dynastia Burbonów Luksemburskich
              - René de Bourbon-Parme
                - Jacques de Bourbon-Parme
                  - Philippe de Bourbon-Parme
                    - Jacques de Bourbon-Parme
                    - Joseph de Bourbon-Parme

                  - Lorraine
                  - Alain de Bourbon-Parme

                - Anne
                - Michel de Bourbon-Parme
                  - Inès
                  - Éric de Bourbon-Parme
                    - Antonia
                    - Marie Gabrielle
                    - Alexia
                    - Michel de Bourbon-Parme
                    - Henri de Bourbon-Parme

                  - Sybil
                  - Victoire
                  - Charles de Bourbon-Parme
                    - Amaury de Bourbon-Parme
                    - Charlotte
                    - Elisabeth
                    - Zita

                  - Mary Mélody
                  - Amélie

                - André de Bourbon-Parme
                  - Sophie
                  - Astrid
                  - Axel de Bourbon-Parme
                    - Côme de Bourbon-Parme
                    - Alix

              - Louis de Bourbon-Parme
                - Guy de Bourbon-Parma
                  - Louis de Bourbon-Parma
                    - Delphine
                    - Guy de Bourbon-Parma

                - Rémy de Bourbon-Parma
                  - Tristan de Bourbon-Parma
                    - Aude

                  - Chantal
                  - Jean de Bourbon-Parma
                    - Arnaud de Bourbon-Parma
                    - Christophe de Bourbon-Parma

              - Gaétan de Bourbon-Parme
                - Diane

### Książęca linia Burbonów książąt Durcal i Ansola
- Philippe V de France Duc d’Anjou Roi d’Espagne – Filip V Hiszpański
  - Charles III Roi d’Espagne – Karol III Hiszpański
    - Charles IV Roi d’Espagne – Karol IV Hiszpański
      - Ferdinand VII Roi d’Espagne – Ferdynand VII Hiszpański
      - Charles Comte de Molina – Karlistowska linia Burbonów Hiszpańskich
      - François Duc de Cadix – Dynastia Burbonów książąt Kadyksu

    - Ferdinand I Roi des Deux-Siciles – Królewska dynastia Burbonów Sycylijskich
    - Gabriel de Bourbon-Bragance
      - Pierre de Bourbon-Bragance
        - Sébastien de Bourbon-Bragance
          - François Duc de Marchena
            - Marie Christine
            - Hélène
            - Maria

          - Pierre Duc de Durcal
            - Marie Christine
            - Marie Pie
            - Ferdinand Duc de Durcal
              - Marie Christine
              - Laetitia
              - Rosario Rojas

          - Louis I Duc d'Ansola
            - Louis II Duc d'Ansola
              - Louis de Bourbon-Ansola
              - Philippe de Bourbon-Ansola
                - Marie Amélie
                - Philippe de Bourbon-Ansola

            - Manfred Duc d'Hernani

          - Alphonse de Bourbon-Braganca
          - Gabriel de Bourbon-Braganca

      - Marie Charlotte
      - Charles de Bourbon-Bragance

  - Philippe I Duc de Parme – Książęca dynastia Burbonów Parmeńskich

### Genealogia francuskiej książęcej dynastii Burbonów Orleańskich
- Henri IV „le Grand” Duc de Bourbon Roi de France – Henryk IV Bourbon
  - Louis XIII „le Juste” Roi de France – Ludwik XIII Francuski
    - Louis XIV „le Grand” Roi de France – Ludwik XIV Francuski
      - Louis de France Dauphin de Viennois – Wielki Delfin
        - Louis de France Duc de Burgogne – Królewska dynastia Burbonów Francuskich
        - Philippe V de France Duc d’Anjou Roi d’Espagne – Królewska dynastia Burbonów Hiszpańskich

    - Phillipe I Duc d’Orleans – Pierwszy Książę Orleanu
      - Marie Louise
      - Philippe Duc de Valois
      - Marie Anne
      - Alexandre Duc de Valois
      - Philippe II Duc d’Orleans – Drugi Książę Orleanu
        - Marie Louise
        - Louise Adélaide
        - Charlotte Aglaé
        - Louis I Duc d’Orleans – Trzeci Książę Orleanu
          - Philippe III Duc d’Orleans – Czwarty Książę Orleanu
            - Philippe IV „Égalité” Duc d’Orleans – Piąty Książę Orleanu
              - Louis Phillipe I Roi de France – Ludwik Filip Król Francuzów
                - Ferdinand Philippe Duc d’Orleans – Siódmy książę Orleanu
                  - Philippe VII Duc d’Orleans – Filip VII Orleanistyczny pretendent
                    - Amélie
                    - Philippe VIII Duc d’Orleans – Filip VIII Orleanistyczny pretendent
                    - Hélène
                    - Charles de Bourbon-Orleans
                    - Isabelle
                    - Jacques de Bourbon-Orleans
                    - Louise
                    - Ferdinand Duc de Montpensier

                  - Robert Duc de Chartres
                    - Marie
                    - Robert de Bourbon-Orleans
                    - Henri de Bourbon-Orleans
                    - Marguerite
                    - Jean III Duc de Guise – Jan III Orleanistyczny pretendent
                      - Isabelle
                      - Françoise
                      - Anne
                      - Henri VI Duc d’Orleans – Henryk VI Orleanistyczny pretendent
                        - Isabelle
                        - Henri Pierre Comte de Paris
                          - Marie
                          - François Comte de Clermont
                          - Blanche
                          - Jean Duc de Vendôme
                            - Gaston de Bourbon-Orleans
                            - Antoinette
                            - Louise-Marguerite

                          - Eudes Duc d’Angoulême
                            - Thérèse
                            - Pierre de Bourbon-Orleans

                        - Hélène Astrid
                        - François Duc d’Orléans
                        - Anne
                        - Diane
                        - Michel Comte d’Évreux
                          - Clotilde
                          - Adélaide
                          - Charles Philippe Duc d’Anjou
                            - Isabelle

                          - François Comte de Dreux

                        - Jacques Duc d’Orléans
                          - Diane
                          - Charles Louis Duc de Chartres
                            - Philippe Duc de Valois
                            - Louise
                            - Hélène
                            - Constantin de Bourbon-Orleans
                            - Isabelle

                          - Foulques Duc d’Aumale et Comte d'Eu

                        - Claude
                        - Chantal
                        - Thibaud Comte de La Marche
                          - Robert Comte de La Marche
                          - Louis Philippe de Bourbon-Orleans

                - Louise
                - Marie
                - Louis Charles Duc de Nemours – Książęca dynastia Burbonów Braganca
                - Françoise
                - Clémentine
                - François Prince de Joinville
                  - Françoise
                  - Pierre Duc de Penthièvre
                    - Jeanne Lebesgue
                    - Pierre Lebesgue

                - Charles Ferdinand Duc de Penthièvre
                - Henri Duc d’Aumale
                  - Louis Philippe Prince de Condé
                  - Henri Léopold de Bourbon-Orleans
                  - François Paul Duc de Guise
                  - François Philippe Duc de Guise

                - Antoine Duc de Montpensier – Książęca dynastia Burbonów Galliera

              - Antoine Philippe Duc de Montpensier
                - Jean Antoine de Bourbon-Orleans
                  - Adélaide
                  - Victorine

              - Adélaide Eugénie
              - Louis Charles Comte de Beaujolais

            - Bathilde
            - Louis Etienne Comte de Saint-Farre
            - Louis Philippe Comte de Saint-Albon
            - Marie Etiennette

          - Louise Marie

        - Louise Élisabeth
        - Philippine Élisabeth
        - Louise Diane
        - Charles évêque de Rouen
        - Jean Philippe Chevalier d’Orléans
        - Angélique

      - Élisabeth Charlotte

#### Genealogia książęcej dynastii Burbonów Braganca
- Henri IV „le Grand” Duc de Bourbon Roi de France – Henryk IV Bourbon
  - Louis XIII „le Juste” Roi de France – Ludwik XIII Francuski
    - Louis XIV „le Grand” Roi de France – Ludwik XIV Francuski
      - Louis de France Dauphin de Viennois – Wielki Delfin
        - Louis de France Duc de Burgogne – Królewska dynastia Burbonów Francuskich
        - Philippe V de France Duc d’Anjou Roi d’Espagne – Królewska dynastia Burbonów Hiszpańskich

    - Phillipe I Duc d’Orleans – Pierwszy Książę Orleanu
      - Philippe II Duc d’Orleans – Drugi Książę Orleanu
        - Louis I Duc d’Orleans – Trzeci Książę Orleanu
          - Philippe III Duc d’Orleans – Czwarty Książę Orleanu
            - Philippe IV „Égalité” Duc d’Orleans – Piąty Książę Orleanu
              - Louis Phillipe I Roi de France – Ludwik Filip Król Francuzów
                - Ferdinand Philippe Duc d’Orleans – Siódmy książę Orleanu
                  - Philippe VII Duc d’Orleans – Filip VII Orleanistyczny pretendent
                    - Philippe VIII Duc d’Orleans – Filip VIII Orleanistyczny pretendent

                  - Robert Duc de Chartres
                    - Jean III Duc de Guise – Książęca dynastia Burbonów Orleańskich

                - Louis Charles Duc de Nemours
                  - Gaston Comte d'Eu
                    - Louise Victoire
                    - Pierre Prince du Brésil
                      - Isabelle
                      - Pierre Gaston Prince du Brésil
                        - Pierre Charles d’Orléans-Bragance
                          - Pierre Tiago d’Orléans-Bragance
                          - Philippe Rodrigue d’Orléans-Bragance

                        - Marie da Gloria
                        - Alphonse d’Orléans-Bragance
                          - Marie
                          - Julie

                        - Manuel d’Orléans-Bragance
                          - Luisa Cristina
                          - Manuel Alphonse d’Orléans-Bragance

                        - Christine
                        - François d’Orléans-Bragance
                          - François Theodore d’Orléans-Bragance
                          - Gabriel d’Orléans-Bragance
                          - Manuela

                      - Marie Françoise
                      - Jean d’Orléans-Bragance
                        - Jean Henri d’Orléans-Bragance
                          - Jean Philippe d’Orléans-Bragance
                          - Marie Christine

                      - Thérése

                    - Louis Prince du Brésil
                      - [Pierre Henri d’Orléans-Bragance
                        - Louis Gaston d’Orléans-Bragance
                        - Eudes d’Orléans-Bragance
                          - Louis Philippe d’Orléans-Bragance
                          - Anne Louise
                          - Eudes d’Orléans-Bragance
                            - Eudes d’Orléans-Bragance
                            - Valentina

                          - Maria Antonia
                          - Maria Francisca
                          - Guy d’Orléans-Bragance

                        - Bertrand d’Orléans-Bragance
                        - Isabelle
                        - Pierre d’Orléans-Bragance
                          - Maria Pia
                          - Maria Caroline
                          - Gabriel José d’Orléans-Bragance
                            - Gabriel Pedro d’Orléans-Bragance

                          - Maria
                          - Maria Manuela

                        - Ferdinand d’Orléans-Bragance
                          - Isabel
                          - Maria
                          - Luisa

                        - Antoine d’Orléans-Bragance
                          - Pierre Louis d’Orléans-Bragance
                          - Amélie
                          - Raphael d’Orléans-Bragance
                          - Marie Gabrielle

                        - Eléonore
                        - François d’Orléans-Bragance
                          - Marie Isabelle
                          - Marie Thérèse
                          - Marie Eléonore

                        - Albert d’Orléans-Bragance
                          - Pierre Albert d’Orléans-Bragance
                          - Marie Béatrice
                          - Anne Thérèse
                          - Antoine Albert d’Orléans-Bragance

                        - Marie Thérèse
                        - Marie Gabrielle

                      - Louis Gaston d’Orléans-Bragance
                      - Marie Pie

                    - Antoine d’Orléans-Bragance

                  - Ferdinand Duc d’Alençon
                    - Louise
                    - Emmanuel Duc de Vendôme et d’Alençon
                      - Marie Louise
                      - Sophie
                      - Geneviève
                      - Charles Philippe Duc de Nemours, de Vendôme et d’Alençon

                  - Marguerite
                  - Blanche

                - Antoine Duc de Montpensier – Książęca dynastia Burbonów Galliera

#### Genealogia książęcej dynastii Burbonów Galliera
- Henri IV „le Grand” Duc de Bourbon Roi de France – Henryk IV Bourbon
  - Louis XIII „le Juste” Roi de France – Ludwik XIII Francuski
    - Louis XIV „le Grand” Roi de France – Ludwik XIV Francuski
      - Louis de France Dauphin de Viennois – Wielki Delfin
        - Louis de France Duc de Burgogne – Królewska dynastia Burbonów Francuskich
        - Philippe V de France Duc d’Anjou Roi d’Espagne – Królewska dynastia Burbonów Hiszpańskich

    - Phillipe I Duc d’Orleans – Pierwszy Książę Orleanu
      - Philippe II Duc d’Orleans – Drugi Książę Orleanu
        - Louis I Duc d’Orleans – Trzeci Książę Orleanu
          - Philippe III Duc d’Orleans – Czwarty Książę Orleanu
            - Philippe IV „Égalité” Duc d’Orleans – Piąty Książę Orleanu
              - Louis Phillipe I Roi de France – Ludwik Filip Król Francuzów
                - Ferdinand Philippe Duc d’Orleans – Siódmy książę Orleanu
                  - Philippe VII Duc d’Orleans – Filip VII Orleanistyczny pretendent
                    - Philippe VIII Duc d’Orleans – Filip VIII Orleanistyczny pretendent

                  - Robert Duc de Chartres
                    - Jean III Duc de Guise – Książęca dynastia Burbonów Orleańskich

                - Louis Charles Duc de Nemours – Książęca dynastia Burbonów Braganca
                - Antoine Duc de Montpensier
                  - Isabelle
                  - Amélie
                  - Christine
                  - Marie
                  - Ferdinand de Bourbon-Orleans
                  - Mercedes
                  - Philippe de Bourbon-Orleans
                  - Antoine I Duc de Galliera – Pierwszy Książę Galliera
                    - Alphonse I Duc de Galliera – Drugi Książę Galliera
                      - Alvaro I Duc de Galliera – Trzeci książę Galliera
                        - Gérarda
                        - Alonso de Bourbon-Galliera
                          - Alphonse II Duc de Galliera – Czwarty Książę Galliera
                            - Alonso Jean de Bourbon-Galliera

                          - Alvaro de Bourbon-Galliera

                        - Béatrice
                        - Alvaro de Bourbon-Galliera
                          - Marie Pilar
                          - André de Bourbon-Orleans
                          - Alois de Bourbon-Orleans
                          - Eulalie

                      - Alonso de Bourbon-Galliera
                      - Ataulfo de Bourbon-Galliera

                    - Louis Ferdinand de Bourbon-Galliera
                    - Roberte

                  - Louis de Bourbon-Orleans